# Leider Johani Noscue
Léider Johany Noscué Bototo, más conocido por su alias Mayimbú (Toribío 13 de junio de 1991 - Suárez 13 de junio de 2022) fue un jefe de las disidencias de las FARC-EP.

## Biografía
De origen indígena, era miembro del Resguardo Indígena Páez de Corinto. Ingreso a las Fuerzas Armadas Revolucionarias de Colombia - Ejército del Pueblo (FARC-EP) en 2003, siendo menor de edad. Fue aprendiz de Edgar López Gómez, alias “Pacho Chino”, excomandante del Frente 6 de las FARC-EP.
El 4 de enero del 2011 fue capturado en Santander de Quilichao (Cauca) y se escapó en junio de 2011. Volvió a ser capturado en abril de 2013 por el hurto de un vehículo y en septiembre de 2014 por secuestro extorsivo, pero recobró su libertad a finales de 2017 luego de acogerse a la Jurisdicción Especial para la Paz (JEP).

### Disidencia de las FARC-EP
Fue reconocido como comandante de la Columna Móvil Jaime Martínez. En 2022, asume la dirección del Comando Coordinador de Occidente, una confederación de disidencias en Cauca, Nariño, Valle del Cauca y Huila.

## Delitos
Tenía tres órdenes de captura por secuestro extorsivo, concierto para delinquir y extorsión agravada, y es señalado de múltiples homicidios y desplazamientos forzados en Cauca.
Participó en el asesinato de dos soldados profesionales en Toribío (Cauca) en 2010.
Señalado del secuestro del concejal de Caloto (Cauca), Wilson García, en enero de 2017.
El 23 de mayo del 2018, ordenó el asesinato de una turista argentina a cinco minutos del casco urbano de Caloto.
Fue acusado del asesinato de la candidata a la alcaldía de Suárez, Karina García Sierra y su equipo de escoltas.
Se le atribuye el plan fallido para asesinar al presidente Iván Duque.
La Policía Nacional ofrecía una recompensa de $1.000 millones.

## Muerte
Fue abatido en la Operación Jaguar del Ejército Nacional, mientras hacia preparativos para su cumpleaños en Suárez (Cauca).Fue desenterrado en el Cauca y velado en un ataúd de oro.